# 夏日游戏节
夏日遊戲節（英語：Summer Game Fest）是一項由遊戲記者傑夫·吉斯利創辦並主持的線上直播遊戲活動。該活動每年於北美夏季期間舉行，包含多場直播，其中最受矚目的為「主秀」，通常於活動首日播出，重點展示即將推出的大型遊戲作品。主秀之後通常會緊接著「開發者之日」後續直播，專注於獨立遊戲的展示。此外，在主秀結束後的幾天內，還會有多場直播，展示其他即將發售的遊戲作品，這些作品可能與夏日遊戲節有所關聯，也可能無關。該活動於2020年首次舉辦，旨在填補因COVID-19疫情導致的多個重要遊戲展會（如Gamescom及現已停辦的电子娱乐展）取消後的空缺。

## 活動一覽
| 活動名稱         | 起始日期      | 結束日期      |
| ---------------- | ------------- | ------------- |
| 夏日遊戲節       | 2020年5月1日  | 2020年8月24日 |
| 2021年夏日遊戲節 | 2021年6月10日 | 2021年7月22日 |
| 2022年夏日遊戲節 | 2022年6月9日  | 2022年6月12日 |
| 2023年夏日遊戲節 | 2023年6月8日  | 2023年6月11日 |
| 2024年夏日遊戲節 | 2024年6月7日  | 2024年6月10日 |
| 2025年夏日遊戲節 | 2025年6月6日  | 2025年6月9日  |

## 历史

### 2020年
遊戲記者傑夫·吉斯利自2000年之前便與娱乐软件协会（ESA）合作，支持每年6月舉辦的电子娱乐展（E3），包括負責舉辦讓開發者及其遊戲作品獲得更多曝光機會的周邊活動——E3 Coliseum。在籌備2020年E3期間，ESA宣布對展會內容進行多項調整，將其定位為「粉絲、媒體與網紅嘉年華」。這一轉變在業界引發批評，索尼互動娛樂繼2019年缺席E3之後，再度宣布不前往參與，理由是ESA提出的展會願景與其期望不符。吉斯利也選擇退出，表示自己對這些改變「感到不適，無法安心參與」。

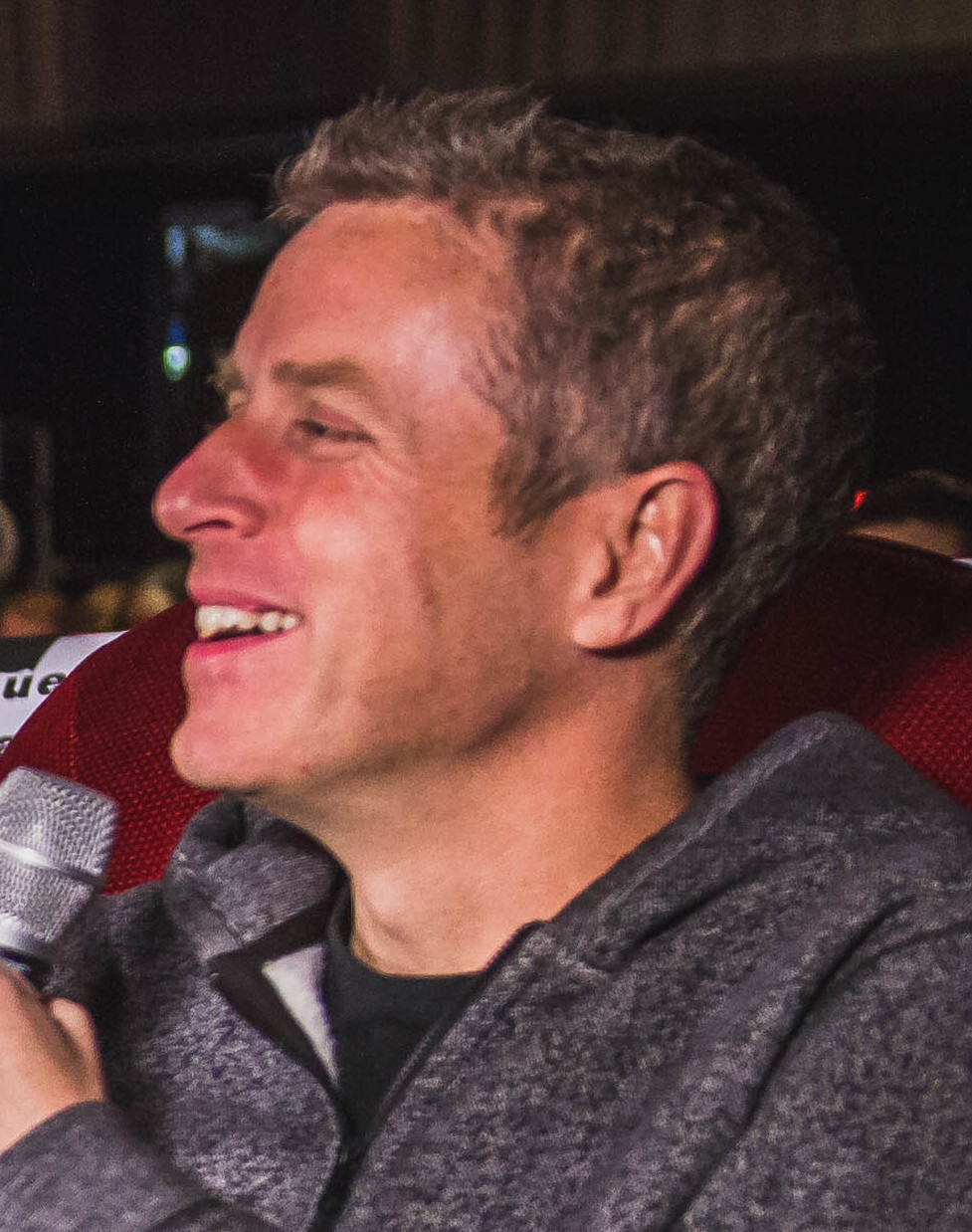
夏日遊戲節的創辦人兼主持人傑夫·吉斯利

由於COVID-19疫情，ESA取消了2020年E3的實體活動。吉斯利隨即與多家遊戲開發商和發行商合作，於2020年5月1日至8月24日舉辦為期四個月的夏日遊戲節，幫助業界舉辦線上直播及其他活動，以彌補E3和Gamescom取消所帶來的影響。與此同時，吉斯利還推動了第三屆Steam遊戲節，此前該活動曾於2019年遊戲大獎期間舉辦，並原計劃在2020年游戏开发者大会（GDC）進行，但因GDC取消而被擱置。該活動於2020年6月16日至22日舉行，提供超過900款遊戲的免費試玩版，並安排了多場開發者訪談。類似的Xbox One遊戲試玩活動也作為夏日遊戲節的一部分於2020年7月21日至27日舉行。
2020年的夏日遊戲節期間發表的重要遊戲與消息包括：
- 《東尼·霍克職業滑板 一代與二代（英语：Tony Hawk's Pro Skater 1 + 2）》——經典滑板遊戲《托尼·霍克职业滑板》及其續作的重製版，登陸現代遊戲平台[15]。
- 虛幻引擎5——Epic Games發布的次世代遊戲引擎，計劃於2021年中推出[16]。
- 《星球大战：》——由Motive工作室與艺电開發的《星際大戰》宇宙太空戰鬥遊戲，玩家可操控X翼战机與鈦戰機進行團隊作戰[17]。
- 《古惑狼4：時空之旅》——由Toys for Bob與动视開發，作為《古惑狼》PlayStation三部曲的正統續作[18]。
- 《茶杯頭》登陸PlayStation 4平台[19]。

### 2021年
第二屆夏日遊戲節於2021年6月10日至7月22日舉行，與2021年电子娱乐展時間重疊。其中，ID@Xbox於6月15日至21日期間，提供多款即將登陸Xbox One和Xbox Series X/S主機的遊戲試玩體驗，作為活動的一部分。
活動於6月10日由傑夫·吉斯利主持開幕直播，期間公佈的遊戲包括：
- 《Among Us》
- 《小蒂娜的奇幻樂園（英语：Tiny Tina's Wonderlands）》
- 《迎接衝擊（英语：The Anacrusis）》
- 《喋血復仇》
- 《使命召唤：战争地带》
- 《黑相集：灰冥界》
- 《死亡擱淺導演剪輯版》 （PS5）
- 《艾爾登法環》
- 《逃离塔科夫》
- 《：遊戲》
- 《糖豆人》
- 《侏羅紀世界：進化2》
- 《失落的方舟》
- 《合金彈頭：戰略版（英语：Metal Slug Tactics）》[註 1]
- 《魔物獵人物語2 ～滅之翼～》 （NS）
- 《鬥陣特攻2》
- 《拉娜之星（英语：Planet of Lana）》
- 《鹽與獻祭（英语：Salt and Sacrifice）》
- 《烈日餘灰（英语：Solar Ash）》
- 《破曉傳奇》
- 《双点校园》
- 《无畏契约》
- 《吸血鬼之惡夜獵殺—血獵》

6月11日，夏日遊戲節首次舉辦「翠貝卡遊戲焦點」，介紹獲提名翠貝卡電影節首屆「遊戲獎」的作品。入選遊戲包括：
- 《The Big Con》
- 《哈羅德·哈利巴（英语：Harold Halibut）》
- 《奇納：靈魂之橋》
- 《任意迷途（英语：Lost in Random）》
- 《諾科（英语：Norco (video game)）》
- 《沙貝（英语：Sable (video game)）》
- 《號》
- 《12分鐘》

6月11日，科氏傳媒作為活動的一環，舉辦了專屬展示會。此次展示會發表了其全新發行品牌Prime Matter，並公佈了以下遊戲：
- 《靈異惡夢》（The Chant）
- 《代號：最終型態》（Codename Final Form）
- 《穿越火線：軍團（英语：Crossfire: Legion）》
- 《墮夢（英语：Dolmen (video game)）》
- 《末日回聲》（Echoes of the End）
- 《Encased》
- 《槍神 G.O.R.E》
- 《國王的恩賜2（英语：King's Bounty 2）》
- 《最終的奧里克魯戰士（英语：The Last Oricru）》
- 《斬妖除魔2（英语：Painkiller 2）》
- 《劫薪日3》
- 《傷痕累累（英语：Scars Above）》

索尼也參與了活動，於7月8日舉辦State of Play，期間公佈的遊戲包括：
- 《Arcadegeddon》
- 《死亡循环》
- 《死亡擱淺導演剪輯版》
- 《鬼滅之刃 火之神血風譚》
- 《暗影火炬城》
- 《獵人競技場：傳奇》（Hunter's Arena: Legends）
- 《傑特：遙遠海岸（英语：Jett: The Far Shore）》
- 《審判之逝：湮滅的記憶》
- 《Moss: Book II》
- 《師父》
- 《米德加德部落（英语：Tribes of Midgard）》

### 2022年
第三屆夏日遊戲節於2022年6月舉行，核心節目安排在6月9日至12日期間。參與的發行商舉辦了各自的展示活動，包括卡普空、Devolver Digital、Epic Games、Netflix、任天堂、索尼和Xbox。

### 2023年
第四屆夏日遊戲節首次結合了數位與實體形式，於2023年6月8日至11日在美國加州洛杉磯YouTube劇院舉行；此前，2022年的活動已提供限定實體體驗給媒體。
參與的公司包括：
- CD Projekt RED
- Devolver Digital
- Digital Extremes
- Epic Games
- Focus Entertainment
- Gearbox發行
- Grinding Gear Games
- Kabam
- Level Infinite
- Neowiz MUCA
- Netflix
- Niantic
- North Beach Games
- Pocket Pair
- Paradox
- Phoenix Labs
- PlayStation
- Samsung Gaming Hub
- Smilegate
- Second Dinner
- Steam
- Techland
- Xbox
- 世嘉
- 動視
- 亞馬遜遊戲工作室（英语：Amazon Games）
- 安纳布尔纳
- 万代南梦宫娱乐
- 比哈維爾（英语：Behaviour Interactive）
- 卡普空
- 迪士尼
- 艺电
- 米哈遊
- 拉瑞安工作室
- 万智牌
- 樂線
- 珍艾碧絲
- 科氏傳媒（英语：Plaion）
- 雷蛇
- 史克威尔艾尼克斯
- 翠貝卡電影節
- 育碧
- 華納兄弟遊戲

任天堂與科樂美未參與本次活動。任天堂選擇於6月21日舉辦任天堂直面会。科樂美則在9月的東京電玩展發布了旗下遊戲。

### 2024年
第五屆夏日遊戲節於2024年6月7日至10日在YouTube劇院舉行。
以下遊戲作品於活動中亮相：
- 《阿斯嘉之怒2》
- 《蝙蝠俠：阿卡漢之影》
- 《星戰王牌》（Battle Aces）
- 《諸神大亂鬥》（Battle Crush）
- 《黑神话：悟空》
- 《孤山獨影》（Cairn）
- 《文明VII》
- 《熔爐：偶像劇院》（Crisol Theater of Idols）
- 《Cuffbust》
- 《Dark and Darker》
- 《Deer & Boy》
- 《三角洲行动》
- 《七龍珠電光炸裂！ZERO（英语：Dragon Ball: Sparking! Zero）》
- 《沙丘：覺醒》
- 《艾諾提亞：失落之歌》
- 《餓狼傳說 City of the Wolves》
- 《Fear The Spotlight》
- 《死亡季節》（Grave Seasons）
- 《哈利波特：魁地奇鬥士（英语：Harry Potter: Quidditch Champions）》
- 《崩坏：星穹铁道》
- 《光明破壞者（英语：Hyper Light Breaker）》
- 《殺手豆士（英语：Killer Bean）》
- 《天國降臨：救贖2》
- 《國津神：女神之道》
- 《LEGO地平線大冒險（英语：Lego Horizon Adventures）》
- 《Mecha BREAK》
- 《暗喻幻想：ReFantazio》
- 《金剛戰士：幽冥女王歸來（英语：Mighty Morphin Power Rangers: Rita's Rewind）》
- 《魔物獵人 荒野》
- 《Neva（英语：Neva (video game)）》
- 《地獄已滿2》
- 《七日世界（英语：Once Human (video game)）》
- 《猛兽派对》
- 《影之刃零》
- 《Project C》
- 《Skate（英语：Skate (series)）》
- 《Sleep Awake》
- 《野狗子：裂頭怪（英语：Slitterhead）》
- 《索尼克×夏特 世代重啟（英语：Shadow Generations）》
- 《星球大战：亡命之徒》
- 《金屬之淚》（Tears of Metal）
- 《第一繼承者（英语：The First Descendant）》
- 《The Simulation》
- 《无名九使 觉醒》
- 《Wanderstop》
- 《战锤40K：星际战士2》

以下遊戲展示了全新更新、可下載內容、移植或重製版本：
- 《心灵杀手2：夜泉》
- 《魔物獵人物語》（重製移植版）
- 《魔物獵人物語2 ～破滅之翼～》（PS4版）
- 《新世界：永恆》
- 《幻獸帕魯》
- 《快打旋風6》（Year 2更新）
- 《最終決戰》（第三賽季更新）
- 《无畏契约》（PS5／Xbox版）

此外，《Among Us》開發商Innersloth宣布成立一個用於支持其他獨立遊戲開發者的遊戲基金——Outersloth。Innersloth也展示了即將推出的 《Among Us》動畫影集。與上一年相同，任天堂和科樂美並未參與本次活動。任天堂於6月18日舉辦任天堂直面会，而科樂美同樣在9月的東京電玩展公布其新作。
《Paste》的編輯迪亞哥·尼可拉斯·阿圭略（Diego Nicolás Argüello）在參與本屆活動後，認為夏日遊戲節正處於「過渡時期」，並朝向更接近電子娛樂展的模式發展。他評論道：「目前來看，夏日遊戲節的整體形態更像是一種混合體——它既像一場逐漸消逝的夏日遊戲假期，又保留了傳統遊戲展的預覽習慣。也許指望這場活動能夠維持過去的『輕鬆氛圍』有些天真，因為它的規模與影響力已經超越了最初的設想。但很高興能夠見證這一轉變期。」

### 2025年
第六屆夏日遊戲節將於2025年6月在美國加州洛杉磯舉行。
以下公司已確認參與，另有至少4家公司尚未公佈：
- 1047 Games
- 2K Games
- 505游戏
- Amazing Seasun Games
- 亚马逊游戏工作室（英语：Amazon Games）
- 安纳布尔纳互动
- 雅達利
- 万代南梦宫
- Bellring Games
- Blumhouse Games
- 卡普空
- CD Projekt
- 咖啡渍工作室（英语：Coffee Stain Studios）
- Day of the Devs
- Devolver Digital
- Digital Extremes
- Dotemu
- Dreamhaven
- Embark
- Enhance
- Epic Games
- Focus娛樂（英语：Focus Entertainment）
- Frontier（英语：Frontier Developments）
- Funcom
- iam8bit
- IO Interactive
- Kakao Games
- Kinetic Games
- 庫洛遊戲
- Level Infinite
- Magic: The Gathering
- MEGABIT
- Meta Quest
- Mundfish
- NC
- Nekki
- Neowiz
- Nexon
- Niantic
- 任天堂
- Nuverse
- 珍艾碧絲
- PlaySide
- PlayStack
- PlayStation
- PM Studios
- Raw Power Games
- 雷蛇
- 世嘉
- Soft Rains
- 史克威尔艾尼克斯
- Steam
- 特大質量遊戲（英语：Supermassive Games）
- Techland
- Xbox
- Xsolla
- Yacht Club Games

## 活動類型

### 主秀
夏日遊戲節最受矚目且觀看人數最多的部分是「主秀」（Main Show），通常安排在活動的第一天，用於展示即將推出的大型遊戲並播放預告片。該節目大多數內容來自大型發行商的付費宣傳，但仍保留少量「免費名額」，讓較小型或獨立遊戲工作室也能在活動中亮相。

### 開發者之日
在主秀結束後，緊接著會播出「開發者之日」（Day of the Devs）後續節目，專門介紹即將推出的獨立遊戲。該節目最早於2020年的首屆夏日遊戲節加入，當時原定於舊金山舉辦的免費實體遊戲節因COVID-19疫情取消，改為線上形式，並自此成為活動的一部分。欲參與該節目的開發者與發行商需事先提交申請，申請程序通常在活動前數月截止，而入選的遊戲可免費在節目中亮相，無須支付任何費用。

### 發行商專屬節目
與電子娛樂展相似，夏日遊戲節期間也會舉辦多場發行商專屬的發表會，讓各家廠商展示自家新作。

## 遊戲預告
發行商與開發商需付費才能在主秀期間播放預告片。根據行銷專業人士透露，第5屆夏日遊戲節主秀的一分鐘預告片播出費用高達25萬美元，並且每增加30秒，價格額外增加10萬美元。不過，每場主秀仍會保留少數「免費名額」，讓較小型或獨立遊戲工作室能夠曝光。雜誌估算，若以相同費率計算，第4屆夏日遊戲節僅靠預告片播出費用就獲得了965萬美元的收入。這種高昂的費用引發了一些批評，因為對於沒有獲得免費名額的小型或獨立工作室而言，在主秀播出預告片的門檻幾乎無法負擔。

## 備註
1. ↑  中國大陸及港澳台官方譯名同為《合金彈頭：戰略版》